# دوريس كول
دوريس كول (بالإنجليزية: Doris Cole)‏ هي مهندسة معمارية وكاتِبة أمريكية، ولدت في 9 مارس 1938 في شيكاغو في الولايات المتحدة.